# Superclásico de las Américas
Superclásico de las Américas (z hiszp. Super klasyk Ameryki, port. Superclássico das Américas) – turniej towarzyski między reprezentacjami Argentyny i Brazylii w piłce nożnej. Według danych z 2012 roku razem z Copa Julio Roca z 13 odbytych finałów Brazylia wygrała 11 Argentyna zaś 4. W 1971 roku nie rozgrywano rzutów karnych dlatego zwyciężyły obydwa zespoły.
W 2014 roku zrezygnowano z rewanżu, a finał rozegrano na Stadionie Narodowym w Pekinie.

## Historia
Zapoczątkowany został w 2011 roku jako następca Pucharu Roca. W turnieju uczestniczyły reprezentacje Argentyny i Brazylii. Zwycięzca został wyłoniony w dwumeczu: pierwszy w jednym kraju, rewanż w innym. Ustalono, że gospodarz pierwszego meczu będzie zmieniał się w każdej edycji, w pierwszej edycji gospodarzem pierwszego meczu została wylosowana Argentyna. Drużyna, która zgromadziła najwięcej punktów po dwumeczu wygrywa turniej, jeżeli liczba punktów jest równa, następnie brano pod uwagę różnicę bramek oraz, jeśli to konieczne, zostaje wyznaczona seria rzutów karnych. W składzie każdej z drużyn mogą występować piłkarze grający zarówno w lidze brazylijskiej lub argentyńskiej. Pierwszy turniej wygrała Brazylia. W drugiej edycji gospodarzem pierwszego meczu była Brazylia, a rewanż przeprowadzono w Argentynie. W 2013 roku, w odpowiedzi na wniosek selekcjonera brazylijskiej reprezentacji Luiza Felipe Scolariego, turniej nie był rozgrywany.

## Finały
| Rok  | Stadion                                                   |                           | Mecz                                               | Mecz                      | Mecz |
| Rok  | Stadion                                                   | Gospodarz                 | Wynik                                              | Gość                      |      |
| ---- | --------------------------------------------------------- | ------------------------- | -------------------------------------------------- | ------------------------- | ---- |
| 2011 | Estadio Mario Alberto Kempes · Córdoba, Argentyna         | Argentyna                 | 0 – 0                                              | Brazylia                  |      |
| 2011 | Estádio Olímpico do Pará · Belém, Brazylia                | Brazylia                  | 2 – 0                                              | Argentyna                 |      |
|      |                                                           |                           | Brazylia wygrała na punkty 4 – 1.                  |                           |      |
| 2012 | Estádio Serra Dourada · Goiânia, Brazylia                 | Brazylia                  | 2 – 1                                              | Argentyna                 |      |
| 2012 | Estadio Alberto Jacinto Armando · Buenos Aires, Argentyna | Argentyna                 | 2 – 1 (3 – 4 karne)                                | Brazylia                  |      |
|      |                                                           |                           | Na punkty 3 – 3, Brazylia wygrała w karnych 4 – 1. |                           |      |
| 2013 |                                                           | Turniej został anulowany. | Turniej został anulowany.                          | Turniej został anulowany. |      |
| 2014 | Stadion Narodowy w Pekinie · Chiny                        | Brazylia                  | 2-0                                                | Argentyna                 |      |
| 2017 | Melbourne Cricket Ground · Australia                      | Brazylia                  | 0-1                                                | Argentyna                 |      |
| 2018 | King Abdullah Sports City · Arabia Saudyjska              | Argentyna                 | 0-1                                                | Brazylia                  |      |
| 2019 | King Saud University Stadium · Arabia Saudyjska           | Brazylia                  | 0-1                                                | Argentyna                 |      |

## Statystyki
| Lp. | Drużyna   | Mistrz | Wicemistrz | Lata triumfów                                                          |
| --- | --------- | ------ | ---------- | ---------------------------------------------------------------------- |
| 1.  | Brazylia  | 12     | 6          | 1914, 1922, 1945, 1957, 1960, 1963, 1971, 1976, 2011, 2012, 2014, 2018 |
| 2.  | Argentyna | 6      | 12         | 1923, 1939, 1940, 1971, 2017, 2019                                     |